# Cook Out 400
Le Cook Out 400 (ex Federated Auto Parts 400) est une course automobile de véhicules de type stock-car, organisée chaque année par la NASCAR et comptant pour le championnat des NASCAR Cup Series.
Elle se déroule sur le Richmond International Raceway de Richmond dans l'état de Virginie aux États-Unis. Ce circuit accueille une seconde course du même championnat au printemps, le Toyota Owners 400.
À partir de la saison 2018, la présente compétition est la seconde course comptant pour les playoffs de la NASCAR Cup Series, la seconde du Round of 16. Depuis la saison 2004, Richmond accueillait la dernière course de la saison régulière. Celle-ci revient actuellement à l'Indianapolis Motor Speedway organisant le Brickyard 400.
Depuis la saison 1991, la course se déroule le samedi soir (et plus le dimanche après-midi). Elle devient à cette époque la deuxième course nocturne du calendrier des Cup Series (avec celle de Bristol se déroulant quelques semaines auparavant).
En raison de sa proximité avec le Patriot Day, le Gage d'allégeance (Pledge of Allegiance) est inclus dans le cadre de la cérémonie d'ouverture.
La piste possède un revêtement en asphalte et est longue de 0,75 milles (1,21 km). L'inclinaison de la piste dans les quatre virages est de 14°, 8° dans la ligne droite principale et 2° dans la ligne droite arrière.

## Sponsoring du nom
Le nom officiel de l'événement change en fonction de la société le sponsorisant :
- De 2000 à 2009, la course est sponsorisée par la société Chevrolet. En 2001 et 2002, ce sponsoring est partagé avec la Warner Bros. et des personnages de Looney Tunes sont peintes sur les carrosseries de plusieurs voitures de course. De 2003 à 2009, la course prend le nom de Chevy Rock and Roll 400 et quelques voitures sont peintes pour promouvoir divers événements de musique rock.
- La course de 2010 est sponsorisée par l'Air National Guard, une branche de l'United States Air Force.
- La Roll Global (en) à travers sa filiale Wonderful Pistachios sponsorise le nom pour la saison 2011.
- Le 3 mai 2012, le Richmond International Raceway annonce que c'est la société Federated Auto Parts qui sponsorise la course à partir de la saison 2012[1].

## Logos

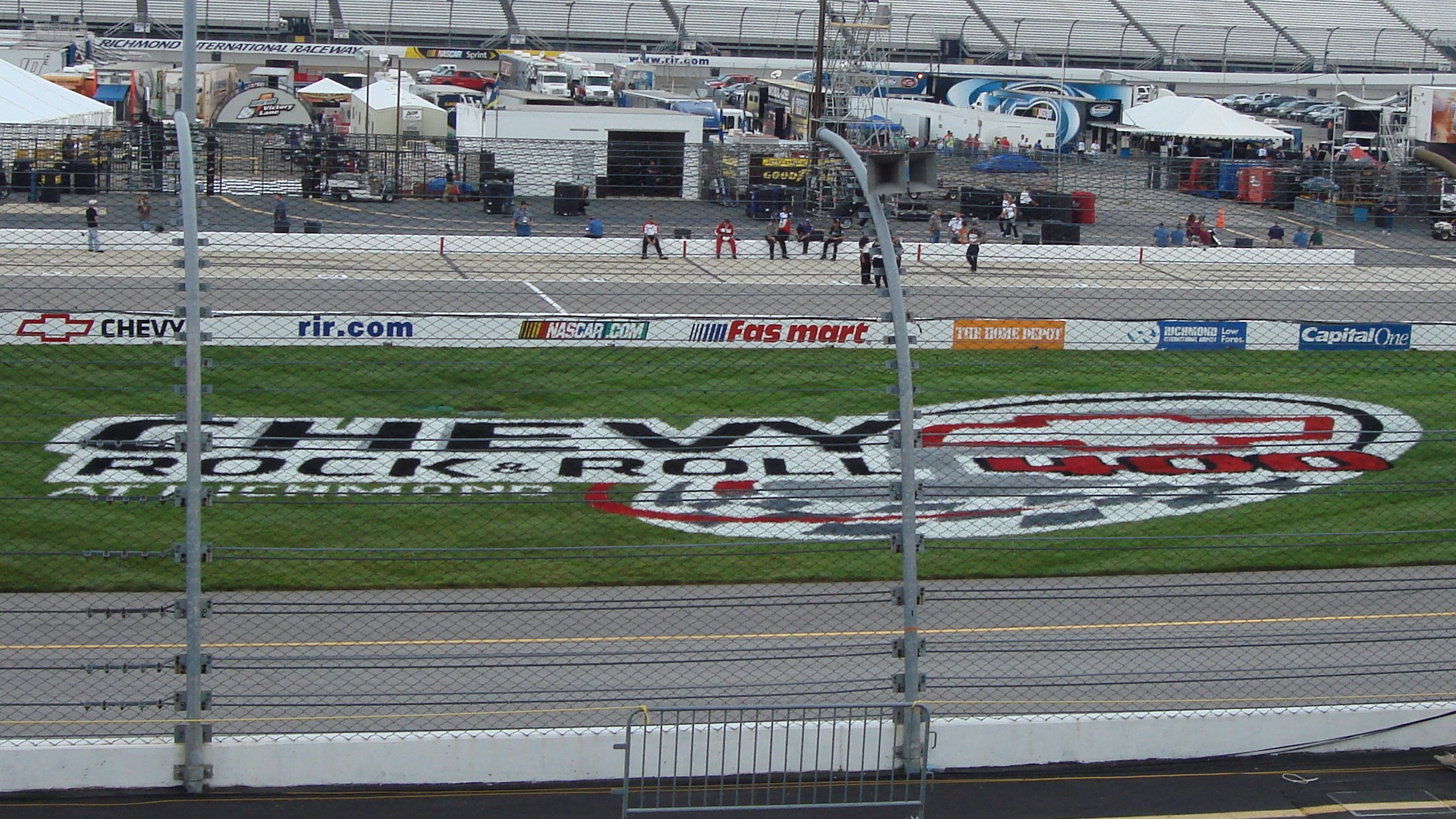
2003-2009
2010
Depuis 2012

## Palmarès
| Année                            | Date          | Pilote            | Écurie                      | Châssis    | Course | Course            | Course          | Course             | Note       |
| -------------------------------- | ------------- | ----------------- | --------------------------- | ---------- | ------ | ----------------- | --------------- | ------------------ | ---------- |
| Année                            | Date          | Pilote            | Écurie                      | Châssis    | Tours  | Miles (km)        | Durée           | Moyenne (miles/hr) | Note       |
| Ovale de 0,500 milles (0,805 km) |               |                   |                             |            |        |                   |                 |                    |            |
| 1958                             | 14 septembre  | Speedy Thompson   | Speedy Thompson             | Chevrolet  | 200    | 100 (160,934)     | 1 h 43 min 40 s | 057,878            |            |
| 1959                             | 13 septembre  | Cotton Owens      | W.H. Watson                 | Ford       | 200    | 100 (160,934)     | 1 h 39 min 22 s | 060,362            |            |
| 1960                             | 23 octobre    | Speedy Thompson   | Wood Brothers Racing        | Ford       | 200    | 100 (160,934)     | 1 h 34 min 08 s | 063,739            |            |
| 1961                             | 10 septembre  | Joe Weatherly     | Bud Moore Engineering       | Pontiac    | 250    | 125 (201,168)     | 2 h 01 min 36 s | 061,677            |            |
| 1962                             | 9 septembre   | Joe Weatherly     | Bud Moore Engineering       | Pontiac    | 300    | 150 (241,401)     | 2 h 18 min 30 s | 064,981            |            |
| 1963                             | 9 septembre   | Ned Jarrett       | Charles Robinson            | Ford       | 300    | 150 (241,401)     | 2 h 15 min 04 s | 066,339            |            |
| 1964                             | 14 septembre  | Cotton Owens      | Cotton Owens                | Dodge      | 300    | 150 (241,401)     | 2 h 25 min 16 s | 061,955            |            |
| 1965                             | 18 septembre  | David Pearson     | Cotton Owens                | Dodge      | 300    | 150 (241,401)     | 2 h 27 min 35 s | 060,983            |            |
| 1966                             | 11 septembre  | David Pearson     | Cotton Owens                | Dodge      | 300    | 150 (241,401)     | 2 h 23 min 07 s | 062,886            |            |
| 1967                             | 10 septembre  | Richard Petty     | Petty Enterprises           | Plymouth   | 300    | 150 (241,401)     | 2 h 36 min 10 s | 057,631            |            |
| Ovale de 0,625 milles (1,006 km) |               |                   |                             |            |        |                   |                 |                    |            |
| 1968                             | 8 septembre   | Richard Petty     | Petty Enterprises           | Plymouth   | 300    | 187,5 (301,752)   | 2 h 11 min 20 s | 085,659            |            |
| Ovale de 0,542 milles (0,872 km) |               |                   |                             |            |        |                   |                 |                    |            |
| 1969                             | 7 septembre   | Bobby Allison     | Mario Rossi                 | Dodge      | 462    | 250,404 (402,986) | 3 h 16 min 32 s | 076,388            | [ Note 1 ] |
| 1970                             | 13 septembre  | Richard Petty     | Petty Enterprises           | Plymouth   | 500    | 271 (436,132)     | 3 h 19 min 34 s | 081,476            |            |
| 1971                             | 14 septembre  | Richard Petty     | Petty Enterprises           | Plymouth   | 500    | 271 (436,132)     | 3 h 23 min 11 s | 080,025            |            |
| 1972                             | 10 septembre  | Richard Petty     | Petty Enterprises           | Plymouth   | 500    | 271 (436,132)     | 3 h 34 min 14 s | 075,899            |            |
| 1973                             | 9 septembre   | Richard Petty     | Petty Enterprises           | Dodge      | 500    | 271 (436,132)     | 4 h 13 min 17 s | 063,215            |            |
| 1974                             | 8 septembre   | Richard Petty     | Petty Enterprises           | Dodge      | 500    | 271 (436,132)     | 4 h 12 min 22 s | 064,430            |            |
| 1975                             | 12 octobre    | Darrell Waltrip   | DiGard Motorsports          | Chevrolet  | 500    | 271 (436,132)     | 3 h 18 min 34 s | 081,886            |            |
| 1976                             | 12 septembre  | Cale Yarborough   | Junior Johnson & Associates | Chevrolet  | 400    | 216,8 (348,905)   | 2 h 46 min 47 s | 077,993            |            |
| 1977                             | 11 septembre  | Neil Bonnett (en) | Jim Stacy                   | Dodge      | 400    | 216,8 (348,905)   | 2 h 41 min 18 s | 080,644            |            |
| 1978                             | 10 septembre  | Darrell Waltrip   | DiGard Motorsports          | Chevrolet  | 400    | 216,8 (348,905)   | 2 h 43 min 19 s | 079,568            |            |
| 1979                             | 9 septembre   | Bobby Allison     | Bud Moore Engineering       | Ford       | 400    | 216,8 (348,905)   | 2 h 41 min 23 s | 080,604            |            |
| 1980                             | 7 septembre   | Bobby Allison     | Bud Moore Engineering       | Ford       | 400    | 216,8 (348,905)   | 2 h 43 min 10 s | 079,722            |            |
| 1981                             | 13 septembre  | Benny Parsons     | Bud Moore Engineering       | Ford       | 400    | 216,8 (348,905)   | 3 h 05 min 50 s | 069,998            |            |
| 1982                             | 12 septembre  | Bobby Allison     | DiGard Motorsports          | Chevrolet  | 400    | 216,8 (348,905)   | 2 h 37 min 06 s | 082,800            |            |
| 1983                             | 11 septembre  | Bobby Allison     | DiGard Motorsports          | Buick      | 400    | 216,8 (348,905)   | 2 h 43 min 08 s | 079,381            |            |
| 1984                             | 9 septembre   | Darrell Waltrip   | Junior Johnson & Associates | Chevrolet  | 400    | 216,8 (348,905)   | 2 h 53 min 57 s | 074,780            |            |
| 1985                             | 8 septembre   | Darrell Waltrip   | Junior Johnson & Associates | Chevrolet  | 400    | 216,8 (348,905)   | 2 h 58 min 54 s | 072,508            |            |
| 1986                             | 7 septembre   | Tim Richmond      | Hendrick Motorsports        | Chevrolet  | 400    | 216,8 (348,905)   | 3 h 05 min 24 s | 070,161            |            |
| 1987                             | 13 septembre  | Dale Earnhardt    | Richard Childress Racing    | Chevrolet  | 400    | 216,8 (348,905)   | 3 h 03 min 56 s | 067,074            |            |
| Ovale de 0,75 milles (1,207 km)  |               |                   |                             |            |        |                   |                 |                    |            |
| 1988                             | 11 septembre  | Davey Allison     | Ranier-Lundy                | Ford       | 400    | 300 (482,803)     | 3 h 07 min 57 s | 095,770            |            |
| 1989                             | 10 septembre  | Rusty Wallace     | Blue Max Racing             | Pontiac    | 400    | 300 (482,803)     | 3 h 23 min 40 s | 088,380            |            |
| 1990                             | 9 septembre   | Dale Earnhardt    | Richard Childress Racing    | Chevrolet  | 400    | 300 (482,803)     | 3 h 08 min 21 s | 095,567            |            |
| 1991                             | 7 septembre   | Harry Gant        | Leo Jackson Racing          | Oldsmobile | 400    | 300 (482,803)     | 2 h 57 min 35 s | 101,361            | [ Note 2 ] |
| 1992                             | 12 septembre  | Rusty Wallace     | Penske Racing               | Pontiac    | 400    | 300 (482,803)     | 2 h 51 min 59 s | 104,661            |            |
| 1993                             | 11 septembre  | Rusty Wallace     | Penske Racing               | Pontiac    | 400    | 300 (482,803)     | 3 h 00 min 09 s | 099,917            |            |
| 1994                             | 10 septembre  | Terry Labonte     | Hendrick Motorsports        | Chevrolet  | 400    | 300 (482,803)     | 2 h 52 min 59 s | 104,156            |            |
| 1995                             | 9 septembre   | Rusty Wallace     | Penske Racing               | Ford       | 400    | 300 (482,803)     | 2 h 52 min 19 s | 104,459            |            |
| 1996                             | 7 septembre   | Ernie Irvan       | Robert Yates Racing         | Ford       | 400    | 300 (482,803)     | 2 h 50 min 40 s | 105,469            |            |
| 1997                             | 6 septembre   | Dale Jarrett      | Robert Yates Racing         | Ford       | 400    | 300 (482,803)     | 2 h 45 min 04 s | 109,047            |            |
| 1998                             | 12 septembre  | Jeff Burton       | RFK Racing                  | Ford       | 400    | 300 (482,803)     | 3 h 15 min 41 s | 091,985            |            |
| 1999                             | 11 septembre  | Tony Stewart      | Joe Gibbs Racing            | Pontiac    | 400    | 300 (482,803)     | 2 h 53 min 04 s | 104,006            |            |
| 2000                             | 9 septembre   | Jeff Gordon       | Hendrick Motorsports        | Chevrolet  | 400    | 300 (482,803)     | 3 h 00 min 14 s | 099,871            |            |
| 2001                             | 8 septembre   | Ricky Rudd        | Robert Yates Racing         | Ford       | 400    | 300 (482,803)     | 3 h 09 min 11 s | 095,146            |            |
| 2002                             | 7 septembre   | Matt Kenseth      | RFK Racing                  | Ford       | 400    | 300 (482,803)     | 3 h 09 min 54 s | 094,787            |            |
| 2003                             | 6 septembre   | Ryan Newman       | Penske Racing               | Dodge      | 393    | 300 (482,803)     | 3 h 09 min 35 s | 094,945            | [ Note 1 ] |
| 2004                             | 11 septembre  | Jeremy Mayfield   | Evernham Motorsports        | Dodge      | 400    | 300 (482,803)     | 3 h 01 min 55 s | 098,946            |            |
| 2005                             | 10 septembre  | Kurt Busch        | RFK Racing                  | Ford       | 400    | 300 (482,803)     | 3 h 02 min 37 s | 098,567            |            |
| 2006                             | 9 septembre   | Kevin Harvick     | Richard Childress Racing    | Chevrolet  | 400    | 300 (482,803)     | 2 h 57 min 37 s | 101,342            |            |
| 2007                             | 8 septembre   | Jimmie Johnson    | Hendrick Motorsports        | Chevrolet  | 400    | 300 (482,803)     | 3 h 16 min 03 s | 091,813            |            |
| 2008                             | 7 septembre   | Jimmie Johnson    | Hendrick Motorsports        | Chevrolet  | 400    | 300 (482,803)     | 3 h 14 min 13 s | 092,680            | [ Note 3 ] |
| 2009                             | 12 septembre  | Denny Hamlin      | Joe Gibbs Racing            | Toyota     | 400    | 300 (482,803)     | 3 h 06 min 20 s | 096,601            |            |
| 2010                             | 11 septembre  | Denny Hamlin      | Joe Gibbs Racing            | Toyota     | 400    | 300 (482,803)     | 2 h 52 min 55 s | 104,096            |            |
| 2011                             | 10 septembre  | Kevin Harvick     | Richard Childress Racing    | Chevrolet  | 400    | 300 (482,803)     | 3 h 20 min 12 s | 089,910            |            |
| 2012                             | 8/9 septembre | Clint Bowyer      | Michael Waltrip Racing      | Toyota     | 400    | 300 (482,803)     | 2 h 59 min 58 s | 100,019            | [ Note 4 ] |
| 2013                             | 7 septembre   | Carl Edwards      | RFK Racing                  | Ford       | 400    | 300 (482,803)     | 2 h 51 min 23 s | 105,028            |            |
| 2014                             | 6 septembre   | Brad Keselowski   | Team Penske                 | Ford       | 400    | 300 (482,803)     | 2 h 51 min 55 s | 104,702            |            |
| 2015                             | 12 septembre  | Matt Kenseth      | Joe Gibbs Racing            | Toyota     | 400    | 300 (482,803)     | 2 h 59 min 22 s | 100,353            |            |
| 2016                             | 10 septembre  | Denny Hamlin      | Joe Gibbs Racing            | Toyota     | 407    | 305,25 (491,252)  | 3 h 31 min 33 s | 085,778            | [ Note 5 ] |
| 2017                             | 9 septembre   | Kyle Larson       | Chip Ganassi Racing         | Chevrolet  | 404    | 303 (487,631)     | 3 h 2 min 52 s  | 099,417            | [ Note 5 ] |
| 2018                             | 22 septembre  | Kyle Busch        | Joe Gibbs Racing            | Toyota     | 400    | 300 (482,803)     | 2 h 54 min 30 s | 103,152            |            |
| 2019                             | 21 septembre  | Martin Truex Jr.  | Joe Gibbs Racing            | Toyota     | 400    | 300 (482,803)     | 2 h 57 min 27 s | 101,437            |            |
| 2020                             | 12 septembre  | Brad Keselowsli   | Team Penske                 | Ford       | 400    | 300 (482,803)     | 2 h 56 min 42 s | 101,868            |            |
| 2021                             | 11 septembre  | Martin Truex Jr.  | Joe Gibbs Racing            | Toyota     | 400    | 300 (482,803)     | 3 h 3 min 6 s   | 098,307            |            |
| 2022                             | 14 août       | Kevin Harvick     | Stewart-Haas Racing         | Ford       | 400    | 300 (482,803)     | 3 h 3 min 23 s  | 098,110            |            |
| 2023                             | 30 juillet    | Chris Buescher    | RFK Racing                  | Ford       | 400    | 300 (482,803)     | 3 h 2 min 13 s  | 098,793            |            |
| 2024                             | 11 août       | Austin Dillon     | Richard Childress Racing    | Chevrolet  | 408    | 306 (492,459)     | 3 h 03 min 19 s | 100,155            | [ Note 5 ] |

1. 1 2  Course raccourcie à cause de la pluie.
2. ↑  Course déplacée au samedi en soirée.
3. ↑  Course reportée du samedi au dimanche en raison de l'ouragan Hanna.
4. ↑  Course retardée à cause de la pluie et terminée le dimanche matin vers 1h30.
5. 1 2 3  Course prolongée en raison d'un overtime (prolongation).

### Distances de course
- 1958–1967: 0,500 milles (0,805 km)
- 1968 : 0,625 milles (1,006 km)
- 1969–1987 : 0,542 milles (0,872 km)
- 1988–présent : 0,75 milles (1,207 km)

### Statistiques par pilotes
| Nbr. | Pilote               | Saison                                   |
| ---- | -------------------- | ---------------------------------------- |
| 7    | Richard Petty        | 1967, 1968, 1970, 1971, 1972, 1973, 1974 |
| 5    | Bobby Allison        | 1969, 1979, 1980, 1982, 1983             |
| 4    | Darrell Waltrip      | 1975, 1978, 1984, 1985                   |
| 4    | Rusty Wallace        | 1989, 1992, 1993, 1995                   |
| 3    | Denny Hamlin         | 2009, 2010, 2016                         |
| 3    | Kevin Harvick        | 2006, 2011, 2022                         |
| 2    | Speedy Thompson (en) | 1958, 1960                               |
| 2    | Joe Weatherly        | 1961, 1962                               |
| 2    | Cotton Owens (en)    | 1959, 1964                               |
| 2    | David Pearson        | 1965, 1966                               |
| 2    | Dale Earnhardt       | 1987, 1990                               |
| 2    | Jimmie Johnson       | 2007, 2008                               |
| 2    | Brad Keselowski      | 2014, 2020                               |
| 2    | Matt Kenseth         | 2002, 2015                               |
| 2    | Martin Truex Jr.     | 2019, 2021                               |

### Statistiques par écuries
| Nbr. | Écurie                      | Saison                                         |
| ---- | --------------------------- | ---------------------------------------------- |
| 8    | Joe Gibbs Racing            | 1999, 2009, 2010, 2015, 2016, 2018, 2019, 2021 |
| 7    | Petty Enterprises           | 1967, 1968, 1970, 1971, 1972, 1973, 1974       |
| 6    | Team Penske                 | 1992, 1993, 1995, 2003, 2014, 2020             |
| 5    | Bud Moore Engineering       | 1961, 1962, 1979, 1980, 1981                   |
| 5    | Hendrick Motorsports        | 1986, 1994, 2000, 2007, 2008                   |
| 5    | RFK Racing                  | 1998, 2002, 2005, 2013, 2023                   |
| 5    | Richard Childress Racing    | 1987, 1990, 2006, 2011, 2024                   |
| 4    | DiGard Motorsports          | 1975, 1978, 1982, 1983                         |
| 3    | Cotton Owens (en)           | 1964, 1965, 1966                               |
| 3    | Junior Johnson & Associates | 1976, 1984, 1985                               |
| 3    | Robert Yates Racing         | 1996, 1997, 2001                               |

### Statistiques par marques
| Nbr. | Marque     | Saison |
| ---- | ---------- | --- |
| 18   | Ford       | 1960, 1963, 1979, 1980, 1981, 1988, 1995, 1996, 1997, 1998, 2001, 2002, 2005, 2013, 2014, 2020, 2022, 2023 |
| 18   | Chevrolet  | 1958, 1975, 1976, 1978, 1982, 1984, 1985, 1986, 1987, 1990, 1994, 2000, 2006, 2007, 2008, 2011, 2017, 2024 |
| 9    | Dodge      | 1964, 1965, 1966, 1969, 1973, 1974, 1977, 2003, 2004                                                       |
| 8    | Toyota     | 2009, 2010, 2012, 2015, 2016, 2018, 2019, 2021                                                             |
| 6    | Pontiac    | 1961, 1962, 1989, 1992, 1993, 1999                                                                         |
| 5    | Plymouth   | 1967, 1968, 1970, 1971, 1972                                                                               |
| 1    | T-Bird     | 1959 |
| 1    | Buick      | 1983 |
| 1    | Oldsmobile | 1991 |